# Johannes VI. Wendel
Johannes VI. Wendel war Abt des Klosters Waldsassen von 1433 bis 1461.
Johannes VI. Wendel aus Weiden war Abt des Klosters Waldsassen zur Zeit der Hussitenkriege. Im ersten Jahr seiner Amtszeit kam es zu den bereits länger befürchteten Übergriffen der Hussiten. Hussitenführer Jakoubek von Vřesovice plünderte das Kloster ausgiebig, wobei Personen offenbar nicht zu Schaden kamen. Dennoch erholte sich das Kloster rasch, nicht zuletzt aufgrund seiner Förderer. Noch auf das Jahr 1433 gehen die bescheidenen Anfänge der Stiftsbibliothek Waldsassen zurück. Johannes VI. und sein Nachfolger Nikolaus IV. Peisser trugen erheblich zur territorialen Abrundung des Klosterbesitzes bei, womit die Bezeichnung als Stiftland namensprägend wurde. Er resignierte 1461 und starb zwei Jahre später.